# Фајумски портрети
Фајумски портрети или портрети мумија су реалистични портрети на дрвету који су сликани у доба хеленистичког Египта. Коришћени су као посмртне маске мумија. Овакви портрети су пронађени широм Египта, али највише у околини Фајума, по коме су и добили назив. Потичу из времена римске владавине, касније и раног хришћанства. Савремена истраживања оцењују да је ова сликарска традиција престала средином трећег века.
Фајумски портрети портретишу ликове у форми бисте или лица посматраног спреда. Позадина је једнобојна. Ова сликарска традиција је римског порекла. Разликују се две технике израде: енкаустика (сликање воском) и темпера. Портрети сликани воском су у просеку квалитетнији.